# Aldrovanda clavata
Aldrovanda clavata (лат.) — вид ископаемых травянистых растений рода Альдрованда (Aldrovanda) семейства Росянковые (Droseraceae). Вид известен по окаменелым семенам из олигоценовых и миоценовых отложений в России.

## Ботаническое описание
Семена 1,0-1,2X0,6-0,8 мм, обратнояйцевидные, булавовидные, иногда слегка асимметричные. Переход тела семени в шейку постепенный, шейка короткая (морфологически практически не выражена); халазовый бугорок маленький, иногда едва заметный; валик рафе слабый, лучше выражен у халазы, близ шейки лишь угадывается. «Шагреневость» поверхности, образованная выступающими торцами клеток наружного слоя кожуры, выражена слабо (семена почти гладкие). Поверхность часто с неправильными пологими ямками (результат взаимного давления семян в коробочке).

## Распространение
Вид изредка встречается в позднем олигоцене и раннем миоцене Западной Сибири.

## Эволюция
A. clavata лежит в основании секции Clavatae, отделившейся от секции Obliquae, по-видимому, в позднем олигоцене. Одним из последних предков A. clavata, вероятно, является раннеолигоценовый вид A. sobolevii, потомком — среднемиоценовый вид A. nana (хотя высказывались предположения, что A. clavata и A. nana представляют собой один вид). Возможно, что потомки секции Clavatae еще существовали в среднем плейстоцене.